# Nyhamn (Lemland, Åland)
Nyhamn är en ö i Åland (Finland). Den ligger i Ålands hav eller Skärgårdshavet och i kommunen Lemland i landskapet Åland, i den sydvästra delen av landet. Ön ligger omkring 12 kilometer söder om Mariehamn och omkring 280 kilometer väster om Helsingfors.
Öns area är 41,5 hektar och dess största längd är 1 kilometer i sydväst-nordöstlig riktning.
Ön gav också namn till en fyr och lotsstation som tidigare fanns på Lilla Båtskär, cirka två kilometer söder om Nyhamn.